# 2011-es úszó-világbajnokság
A 2011-es úszó-világbajnokságot („úszó, műúszó, műugró és hosszútávúszó-világbajnokság”) július 16. és július 31. között rendezték Sanghajban, Kínában. Ugyanitt, és ugyanekkor rendezték a férfi- és női vízilabda-világbajnokságot is. A világbajnokságon 181 nemzet 2220 sportolója vett részt.
Összesen 66 versenyszámban avattak világbajnokot. Úszásban a férfiaknál és nőknél is egyaránt 20–20, hosszútávúszásban 3–3, valamint egy csapatversenyt, műugrásban 5–5 versenyszámot rendeztek. Szinkronúszásban 7 versenyszámban hirdettek győztest. Vízilabdában a férfiaknál és a nőknél is 16–16 csapat mérkőzött a világbajnoki címért.
Magyarország a világbajnokságon 50 sportolóval képviseltette magát.

## A rendező
| Sanghaj |

A világbajnokság megrendezésére Sanghaj mellett Doha, Szöul, Durban, Madrid, San Francisco valamint egy meg nem nevezett japán helyszín jelentkezett. A FINA a kínai és a katari város pályázatát találta a legalkalmasabbnak. Kettejük közül 2007. március 24-én, a melbourne-i kongresszuson Sanghajnak adták a rendezés jogát.

## Eseménynaptár
Az úszó-világbajnokság eseménynaptára:
| ● | Nyitóünnepség | ● | Versenyszámok | ● | Döntők | ● | Záróünnepség | F | Férfi mérkőzések | N | Női mérkőzések |

| Július         | 16 | 17 | 18 | 19 | 20 | 21 | 22 | 23 | 24 | 25 | 26 | 27 | 28 | 29 | 30 | 31 | Ö  |
| -------------- | -- | -- | -- | -- | -- | -- | -- | -- | -- | -- | -- | -- | -- | -- | -- | -- | -- |
| Ünnepségek     | ●  |    |    |    |    |    |    |    |    |    |    |    |    |    |    | ●  |    |
| Úszás          |    |    |    |    |    |    |    |    | 4  | 4  | 5  | 4  | 5  | 5  | 6  | 7  | 40 |
| Hosszútávúszás |    |    |    | 1  | 1  | 1  | 2  | 2  |    |    |    |    |    |    |    |    | 7  |
| Műugrás        | 1  | 1  | 2  | 2  |    | 1  | 1  | 1  | 1  |    |    |    |    |    |    |    | 10 |
| Szinkronúszás  |    | 1  | 1  | 1  | 1  | 1  | 1  | 1  |    |    |    |    |    |    |    |    | 7  |
| Vízilabda      |    | N  | F  | N  | F  | N  | F  | N  | F  | N  | F  | N  | F  | N  | F  |    | 2  |
| Döntők         | 1  | 2  | 3  | 4  | 2  | 3  | 4  | 4  | 5  | 4  | 5  | 4  | 5  | 6  | 7  | 7  | 66 |
| Összesítés     | 1  | 3  | 6  | 10 | 12 | 15 | 19 | 23 | 28 | 32 | 37 | 41 | 46 | 52 | 59 | 66 |    |

## Magyar versenyzők eredményei
Magyarország a világbajnokságon 50 sportolóval képviseltette magát. A magyar sportolók 1 arany- és 4 bronzérmet nyertek.

### Érmesek
| Érem      | Versenyző     | Versenyszám    | Versenyszám                | Dátum      |
| --------- | ------------- | -------------- | -------------------------- | ---------- |
| Aranyérem | Gyurta Dániel | úszás          | férfi 200 m-es mellúszás   | július 29. |
| Bronzérem | Gercsák Csaba | hosszútávúszás | férfi 25 km                | július 23. |
| Bronzérem | Kis Gergő     | úszás          | férfi 800 m-es gyorsúszás  | július 27. |
| Bronzérem | Kis Gergő     | úszás          | férfi 1500 m-es gyorsúszás | július 31. |
| Bronzérem | Cseh László   | úszás          | férfi 200 m-es vegyesúszás | július 28. |

## Éremtáblázat
Jelmagyarázat:
| Kína (rendező ország) | Magyarország |

|          | Nemzet                  | Arany | Ezüst | Bronz | Összesen |
| 1.       | Egyesült Államok        | 17    | 6     | 9     | 32       |
| 2.       | Kína                    | 15    | 13    | 8     | 36       |
| 3.       | Oroszország             | 8     | 6     | 4     | 18       |
| 4.       | Brazília                | 4     | 0     | 0     | 4        |
| 5.       | Olaszország             | 3     | 4     | 2     | 9        |
| 6.       | Nagy-Britannia          | 3     | 3     | 0     | 6        |
| 7.       | Ausztrália              | 2     | 10    | 4     | 16       |
| 8.       | Franciaország           | 2     | 4     | 5     | 11       |
| 9.       | Hollandia               | 2     | 1     | 3     | 6        |
| 10.      | Görögország             | 2     | 1     | 1     | 4        |
| 11.      | Dánia                   | 2     | 1     | 0     | 3        |
| 12.      | Németország             | 1     | 3     | 9     | 13       |
| 13.      | Svédország              | 1     | 1     | 0     | 2        |
| 14.      | Magyarország            | 1     | 0     | 4     | 5        |
| 15.      | Bulgária                | 1     | 0     | 0     | 1        |
| 15.      | Norvégia                | 1     | 0     | 0     | 1        |
| 15.      | Dél-Korea               | 1     | 0     | 0     | 1        |
| 15.      | Svájc                   | 1     | 0     | 0     | 1        |
| 15.      | Fehéroroszország        | 1     | 0     | 0     | 1        |
| 20.      | Kanada                  | 0     | 4     | 3     | 7        |
| 21.      | Japán                   | 0     | 4     | 2     | 6        |
| 22.      | Spanyolország           | 0     | 1     | 5     | 6        |
| 23.      | Lengyelország           | 0     | 1     | 0     | 1        |
| 23.      | Szerbia                 | 0     | 1     | 0     | 1        |
| 25.      | Dél-afrikai Köztársaság | 0     | 0     | 3     | 3        |
| 26.      | Mexikó                  | 0     | 0     | 2     | 2        |
| 27.      | Horvátország            | 0     | 0     | 1     | 1        |
| 27.      | Ukrajna                 | 0     | 0     | 1     | 1        |
| Összesen | Összesen                | 68    | 64    | 66    | 198      |

## Eredmények

### Úszás

#### Férfi
| Versenyszám                                 | Arany | Arany       | Ezüst | Ezüst    | Bronz | Bronz    |
| ------------------------------------------- | --- | ----------- | --- | -------- | --- | -------- |
| 50 m-es gyorsúszás Döntő: július 30.        | César Cielo Filho · Brazília                                                                                              | 21,52       | Luca Dotto · Olaszország                                                                                                | 21,90    | Alain Bernard · Franciaország                                                                                        | 21,92    |
| 100 m-es gyorsúszás Döntő: július 28.       | James Magnussen · Ausztrália                                                                                              | 47,63       | Brent Hayden · Kanada                                                                                                   | 47,95    | William Meynard · Franciaország                                                                                      | 48,00    |
| 200 m-es gyorsúszás Döntő: július 26.       | Ryan Lochte · Egyesült Államok                                                                                            | 1:44,44     | Michael Phelps · Egyesült Államok                                                                                       | 1:44,79  | Paul Biedermann · Németország                                                                                        | 1:44,88  |
| 400 m-es gyorsúszás Döntő: július 24.       | Pak Thehvan · Dél-Korea                                                                                                   | 3:42,04     | Szun Jang · Kína | 3:43,24  | Paul Biedermann · Németország                                                                                        | 3:44,14  |
| 800 m-es gyorsúszás Döntő: július 27.       | Szun Jang · Kína | 7:38,57     | Ryan Cochrane · Kanada                                                                                                  | 7:41,86  | Kis Gergő · Magyarország                                                                                             | 7:44,94  |
| 1500 m-es gyorsúszás Döntő: július 31.      | Szun Jang · Kína | 14:34,14 WR | Ryan Cochrane · Kanada                                                                                                  | 14:44,46 | Kis Gergő · Magyarország                                                                                             | 14:45,66 |
|                                             | |             | |          | |          |
| 50 m-es hátúszás Döntő: július 31.          | Liam Tancock · Egyesült Királyság                                                                                         | 24,50       | Camille Lacourt · Franciaország                                                                                         | 24,57    | Gerhardus Zandberg · Dél-afrikai Köztársaság                                                                         | 24,66    |
| 100 m-es hátúszás Döntő: július 26.         | Jérémy Stravius · Franciaország · Camille Lacourt · Franciaország                                                         | 52,76       | |          | Irie Rjoszuke · Japán                                                                                                | 52,98    |
| 200 m-es hátúszás Döntő: július 29.         | Ryan Lochte · Egyesült Államok                                                                                            | 1:52,96     | Irie Ryosuke · Japán | 1:54,11  | Tyler Clary · Egyesült Államok                                                                                       | 1:54,69  |
|                                             | |             | |          | |          |
| 50 méteres mellúszás Döntő: július 27.      | Felipe França Silva · Brazília                                                                                            | 27,01       | Fabio Scozzoli · Olaszország                                                                                            | 27,17    | Cameron van der Burgh · Dél-afrikai Köztársaság                                                                      | 27,19    |
| 100 m-es mellúszás Döntő: július 25.        | Alexander Dale Oen · Norvégia                                                                                             | 58,71       | Fabio Scozzoli · Olaszország                                                                                            | 59,42    | Cameron van der Burgh · Dél-afrikai Köztársaság                                                                      | 59,49    |
| 200 m-es mellúszás Döntő: július 29.        | Gyurta Dániel · Magyarország                                                                                              | 2:08,41     | Kitadzsima Kószuke · Japán                                                                                              | 2:08,63  | Christian vom Lehn · Németország                                                                                     | 2:09,06  |
|                                             | |             | |          | |          |
| 50 m-es pillangóúszás Döntő: július 25.     | César Cielo Filho · Brazília                                                                                              | 23,10       | Matthew Targett · Ausztrália                                                                                            | 23,28    | Geoff Huegill · Ausztrália                                                                                           | 23,35    |
| 100 m-es pillangóúszás Döntő: július 30.    | Michael Phelps · Egyesült Államok                                                                                         | 50,71       | Konrad Czerniak · Lengyelország                                                                                         | 51,15    | Tyler McGill · Egyesült Államok                                                                                      | 51,26    |
| 200 m-es pillangóúszás Döntő: július 27.    | Michael Phelps · Egyesült Államok                                                                                         | 1:53,34     | Macuda Takesi · Japán                                                                                                   | 1:54,01  | Wu Peng · Kína | 1:54,67  |
|                                             | |             | |          | |          |
| 200 m-es vegyesúszás Döntő: július 28.      | Ryan Lochte · Egyesült Államok                                                                                            | 1:54,00 WR  | Michael Phelps · Egyesült Államok                                                                                       | 1:54,16  | Cseh László · Magyarország                                                                                           | 1:57,69  |
| 400 m-es vegyesúszás Döntő: július 31.      | Ryan Lochte · Egyesült Államok                                                                                            | 4:07,13     | Tyler Clary · Egyesült Államok                                                                                          | 4:11,17  | Yuya Horihata · Japán                                                                                                | 4:11,98  |
|                                             | |             | |          | |          |
| 4 × 100 m-es gyorsváltó Döntő: július 24.   | Ausztrália · James Magnussen (47,49) · Matthew Targett (47,87) · Matthew Abood (47,92) · Eamon Sullivan (47,72)           | 3:11,00     | Franciaország · Alain Bernard (48,75) · Jérémy Stravius (47,78) · William Meynard (47,39) · Fabien Gilot (47,22)        | 3:11,14  | Egyesült Államok · Michael Phelps (48,08) · Garrett Weber-Gale (48,33) · Jason Lezak (48,15) · Nathan Adrian (47,40) | 3:11,96  |
| 4 × 200 m-es gyorsváltó Döntő: július 29.   | Egyesült Államok · Michael Phelps (1:45,53) · Peter Vanderkaay (1:46,07) · Ricky Berens (1:46,51) · Ryan Lochte (1:44,56) | 7:02,67     | Franciaország · Yannick Agnel (1:45,25) · Grégory Mallet (1:46,81) · Jérémy Stravius (1:45,40) · Fabien Gilot (1:47,35) | 7:04,81  | Kína · Wang Shun (1:47,09) · Csang Lin (1:46,14) · Li Jün-csi (Li Yunqi) (1:47,30) · Szun Jang (1:45,14)             | 7:05,67  |
| 4 × 100 m-es vegyes váltó Döntő: július 31. | Egyesült Államok · Nick Thoman (53,61) · Mark Gangloff (1:00,24) · Michael Phelps (50,57) · Nathan Adrian (47,64)         | 3:32,06     | Ausztrália · Hayden Stoeckel (54,22) · Brenton Rickard (59,32) · Geoff Huegill (51,72) · James Magnussen (47,00)        | 3:32,26  | Németország · Helge Meeuw (53,53) · Hendrik Feldwehr (59,72) · Benjamin Starke (51,83) · Paul Biedermann (47,52)     | 3:32,60  |

#### Női
| Versenyszám                                 | Arany | Arany    | Ezüst | Ezüst    | Bronz | Bronz    |
| ------------------------------------------- | --- | -------- | --- | -------- | --- | -------- |
| 50 m-es gyorsúszás Döntő: július 31.        | Therese Alshammar · Svédország                                                                                           | 24,14    | Ranomi Kromowidjojo · Hollandia                                                                                     | 24,27    | Marleen Veldhuis · Hollandia                                                                                     | 24,49    |
| 100 m-es gyorsúszás Döntő: július 29.       | Jeanette Ottesen · Dánia · Aljakszandra Heraszimenya · Fehéroroszország                                                  | 53,45    | |          | Ranomi Kromowidjojo · Hollandia                                                                                  | 53,66    |
| 200 m-es gyorsúszás Döntő: július 27.       | Federica Pellegrini · Olaszország                                                                                        | 1:55,58  | Kylie Palmer · Ausztrália                                                                                           | 1:56,04  | Camille Muffat · Franciaország                                                                                   | 1:56,10  |
| 400 m-es gyorsúszás Döntő: július 24.       | Federica Pellegrini · Olaszország                                                                                        | 4:01,97  | Rebecca Adlington · Egyesült Királyság                                                                              | 4:04,01  | Camille Muffat · Franciaország                                                                                   | 4:04,06  |
| 800 m-es gyorsúszás Döntő: július 30.       | Rebecca Adlington · Egyesült Királyság                                                                                   | 8:17,51  | Lotte Friis · Dánia                                                                                                 | 8:18,20  | Kate Ziegler · Egyesült Államok                                                                                  | 8:23,36  |
| 1500 m-es gyorsúszás Döntő: július 26.      | Lotte Friis · Dánia | 15:49,59 | Kate Ziegler · Egyesült Államok                                                                                     | 15:55,60 | Li Hszüan-hszü · Kína                                                                                            | 15:58,02 |
|                                             | |          | |          | |          |
| 50 m-es hátúszás Döntő: július 28.          | Anasztaszija Zujeva · Oroszország                                                                                        | 27,79    | Terakawa Aya · Japán                                                                                                | 27,93    | Melissa Franklin · Egyesült Államok                                                                              | 28,01    |
| 100 m-es hátúszás Döntő: július 26.         | Csao Csing · Kína | 59,05    | Anasztaszija Zujeva · Oroszország                                                                                   | 59,06    | Natalie Coughlin · Egyesült Államok                                                                              | 59,15    |
| 200 m-es hátúszás Döntő: július 30.         | Missy Franklin · Egyesült Államok                                                                                        | 2:05,10  | Belinda Hocking · Ausztrália                                                                                        | 2:06,06  | Sharon van Rouwendaal · Hollandia                                                                                | 2:07,78  |
|                                             | |          | |          | |          |
| 50 m-es mellúszás Döntő: július 31.         | Jessica Hardy · Egyesült Államok                                                                                         | 30,19    | Julija Jefimova · Oroszország                                                                                       | 30,49    | Rebecca Soni · Egyesült Államok                                                                                  | 30,58    |
| 100 m-es mellúszás Döntő: július 26.        | Rebecca Soni · Egyesült Államok                                                                                          | 1:05,05  | Leisel Jones · Ausztrália                                                                                           | 1:06,25  | Csi Li-ping · Kína                                                                                               | 1:06,52  |
| 200 m-es mellúszás Döntő: július 29.        | Rebecca Soni · Egyesült Államok                                                                                          | 2:21,47  | Julija Jefimova · Oroszország                                                                                       | 2:22,22  | Martha McCabe · Kanada                                                                                           | 2:24,81  |
|                                             | |          | |          | |          |
| 50 m-es pillangóúszás Döntő: július 30.     | Inge Dekker · Hollandia                                                                                                  | 25,71    | Therese Alshammar · Svédország                                                                                      | 25,76    | Mélanie Henique · Franciaország                                                                                  | 25,86    |
| 100 m-es pillangóúszás Döntő: július 25.    | Dana Vollmer · Egyesült Államok                                                                                          | 56,87    | Alicia Coutts · Ausztrália                                                                                          | 56,94    | Lu Jing · Kína                                                                                                   | 57,06    |
| 200 m-es pillangóúszás Döntő: július 28.    | Jiao Liuyang · Kína | 2:05,55  | Ellen Gandy · Egyesült Királyság                                                                                    | 2:05,59  | Liu Zige · Kína                                                                                                  | 2:05,90  |
|                                             | |          | |          | |          |
| 200 m-es vegyesúszás Döntő: július 25.      | Je Si-ven · Kína | 2:08,90  | Alicia Coutts · Ausztrália                                                                                          | 2:09,00  | Ariana Kukors · Egyesült Államok                                                                                 | 2:09,12  |
| 400 m-es vegyesúszás Döntő: július 31.      | Elizabeth Beisel · Egyesült Államok                                                                                      | 4:31,78  | Hannah Miley · Egyesült Királyság                                                                                   | 4:34,22  | Stephanie Rice · Ausztrália                                                                                      | 4:34,23  |
|                                             | |          | |          | |          |
| 4 × 100 m-es gyorsváltó Döntő: július 24.   | Hollandia · Inge Dekker (54,91) · Ranomi Kromowidjojo (53,26) · Marleen Veldhuis (53,33) · Femke Heemskerk (52,46)       | 3:33,96  | Egyesült Államok · Natalie Coughlin (54,09) · Missy Franklin (52,99) · Jessica Hardy (54,12) · Dana Vollmer (53,27) | 3:34,47  | Németország · Britta Steffen (54,51) · Silke Lippok (54,17) · Lisa Vitting (53,85) · Daniela Schreiber (53,12)   | 3:36,05  |
| 4 × 200 m-es gyorsváltó Döntő: július 28.   | Egyesült Államok · Missy Franklin (1:55,06) · Dagny Knutson (1:57,18) · Katie Hoff (1:57,41) · Allison Schmitt (1:56,49) | 7:46,14  | Ausztrália · Bronte Barratt (1:56,86) · Blair Evans (1:57,69) · Angie Bainbridge (1:57,36) · Kylie Palmer (1:55,51) | 7:47,42  | Kína · Csen Csien (1:57,37) · Pang Jiaying (1:56,97) · Liu Csing (1:57,85) · Tang Yi (1:55,47)                   | 7:47,66  |
| 4 × 100 m-es vegyes váltó Döntő: július 30. | Egyesült Államok · Natalie Coughlin (59,12) · Rebecca Soni (1:04,71) · Dana Vollmer (55,74) · Missy Franklin (52,79)     | 3:52,36  | Kína · Csao Csing (59,24) · Csi Li-ping (1:06,27) · Lu Jing (56,77) · Tang Yi (53,33)                               | 3:55,61  | Ausztrália · Belinda Hocking (59,91) · Leisel Jones (1:06,18) · Alicia Coutts (56,69) · Merindah Dingjan (54,35) | 3:57,13  |

### Műugrás

#### Férfi
| Versenyszám                                    | Arany                        | Arany  | Ezüst                                            | Ezüst  | Bronz                                                | Bronz  |
| ---------------------------------------------- | ---------------------------- | ------ | ------------------------------------------------ | ------ | ---------------------------------------------------- | ------ |
| 1 m-es műugrás Döntő: július 18., 14:00        | Li Si-hszin · Kína           | 463,90 | Ho Min · Kína                                    | 444,00 | Pavlo Rozenberg · Németország                        | 436,50 |
| 3 m-es műugrás Döntő: július 22., 17:05        | Ho Csung · Kína              | 554,30 | Ilja Zaharov · Oroszország                       | 508,95 | Jevgenyij Kuznyecov · Oroszország                    | 493,55 |
| 10 m-es toronyugrás Döntő: július 24., 16:05   | Csiu Po · Kína               | 585,45 | David Boudia · Egyesült Államok                  | 544,25 | Sascha Klein · Németország                           | 534,50 |
| 3 m-es szinkronugrás Döntő: július 19., 17:05  | Kína · Csin Kaj · Lo Jü-tung | 463,98 | Oroszország · Ilja Zaharov · Jevgenyij Kuznyecov | 451,89 | Mexikó · Yahel Castillo · Julián Sánchez             | 437,61 |
| 10 m-es szinkronugrás Döntő: július 17., 17:05 | Kína · Csiu Po · Huo Liang   | 480,03 | Németország · Patrick Hausding · Sascha Klein    | 443,01 | Ukrajna · Olekszandr Gorskovozov · Olekszandr Bondar | 435,36 |

#### Női
| Versenyszám                                    | Arany                          | Arany  | Ezüst                                     | Ezüst  | Bronz                                            | Bronz  |
| ---------------------------------------------- | ------------------------------ | ------ | ----------------------------------------- | ------ | ------------------------------------------------ | ------ |
| 1 m-es műugrás Döntő: július 19., 14:00        | Si Ting-mao · Kína             | 318,65 | Vang Han · Kína                           | 310,20 | Tania Cagnotto · Olaszország                     | 295,45 |
| 3 m-es műugrás Döntő: július 23., 17:15        | Vu Min-hszia · Kína            | 380,85 | Ho Ce · Kína                              | 379,15 | Jennifer Abel · Kanada                           | 365,10 |
| 10 m-es toronyugrás Döntő: július 21., 17:15   | Csen Zso-lin · Kína            | 405,30 | Hu Ja-tan · Kína                          | 394,00 | Paola Espinosa · Mexikó                          | 377,15 |
| 3 m-es szinkronugrás Döntő: július 16., 17:15  | Kína · Vu Min-hszia · Ho Ce    | 356,40 | Kanada · Émilie Heymans · Jennifer Abel   | 313,50 | Ausztrália · Anabelle Smith · Sharleen Stratton  | 306,90 |
| 10 m-es szinkronugrás Döntő: július 18., 17:15 | Kína · Vang Hao · Csen Zso-lin | 362,58 | Ausztrália · Alexandra Croak · Melissa Wu | 325,92 | Németország · Christin Steuer · Nora Subschinski | 316,29 |

### Szinkronúszás
| Versenyszám                                    | Arany | Arany  | Ezüst | Ezüst  | Bronz | Bronz  |
| ---------------------------------------------- | --- | ------ | --- | ------ | --- | ------ |
| egyéni rövid program Döntő: július 17., 19:00  | Natalja Iscsenko · Oroszország | 98,300 | Huang Xuechen · Kína | 96,500 | Andrea Fuentes · Spanyolország | 95,300 |
| páros rövid program Döntő: július 18., 19:00   | Oroszország · Natalja Iscsenko · Szvetlana Romasina | 98,200 | Kína · Huang Xuechen · Liu Ou                                                                                             | 96,500 | Spanyolország · Ona Carbonell · Andrea Fuentes | 95,400 |
| csapat rövid program Döntő: július 19., 19:00  | Oroszország · Anasztaszija Davidova · Marija Gromova · Elvira Haszjanova · Szvetlana Kolesznyicsenko · Darja Korobova · Alekszandra Packevics · Alla Siskina · Anzselika Tyimanyina                                         | 98,300 | Kína · Chang Si · Huang Xuechen · Jiang Tingting · Jiang Wenwen · Liu Ou · Luo Xi · Sun Wenyan · Wu Yiwen                 | 96,800 | Spanyolország · Clara Basiana · Alba María Cabello · Ona Carbonell · Marga Crespi · Andrea Fuentes · Thaïs Henríquez · Paula Klamburg · Cristina Salvador                                         | 96,000 |
| egyéni szabad program Döntő: július 20., 19:00 | Natalja Iscsenko · Oroszország | 98,550 | Andrea Fuentes · Spanyolország                                                                                            | 96,520 | Sun Wenyan · Kína | 95,840 |
| páros szabad program Döntő: július 22., 19:00  | Oroszország · Natalja Iscsenko · Szvetlana Romasina | 98,410 | Kína · Jiang Tingting · Jiang Wenwen                                                                                      | 96,810 | Spanyolország · Ona Carbonell · Andrea Fuentes | 96,500 |
| csapat szabad program Döntő: július 23., 19:00 | Oroszország · Anasztaszija Davidova · Natalja Iscsenko · Elvira Haszjanova · Szvetlana Kolesznyicsenko · Darja Korobova · Alekszandra Packevics · Alla Siskina · Anzselika Tyimanyina                                       | 98,620 | Kína · Chang Si · Huang Xuechen · Jiang Tingting · Jiang Wenwen · Liu Ou · Luo Xi · Sun Wenyan · Wu Yiwen                 | 96,580 | Spanyolország · Clara Basiana · Alba María Cabello · Ona Carbonell · Marga Crespi · Andrea Fuentes · Thaïs Henríquez · Paula Klamburg · Irene Montrucchio                                         | 96,150 |
| kombinációs kűr Döntő: július 21., 19:00       | Oroszország · Anasztaszija Davidova · Marija Gromova · Natalja Iscsenko · Elvira Haszjanova · Szvetlana Kolesznyicsenko · Darja Korobova · Alekszandra Packevics · Szvetlana Romasina · Alla Siskina · Anzselika Tyimanyina | 98,470 | Kína · Chang Si · Chen Xiaojun · Fan Jiachen · Guo Li · Huang Xuechen · Liu Ou · Luo Xi · Sun Wenyan · Wu Yiwen · Yu Lele | 96,390 | Kanada · Genevieve Belanger · Marie-Pier Boudreau Gagnon · Stephanie Durocher · Jo-Annie Fortin · Chloe Isaac · Stephanie Leclair · Tracy Little · Elise Marcotte · Karine Thomas · Valerie Welsh | 96,150 |

### Hosszútávúszás

#### Férfi
| Versenyszám                   | Arany                           | Arany     | Ezüst                            | Ezüst     | Bronz                           | Bronz     |
| ----------------------------- | ------------------------------- | --------- | -------------------------------- | --------- | ------------------------------- | --------- |
| 5 km Döntő: július 22., 10:00 | Thomas Lurz · Németország       | 56:16,6   | Spyros Gianniotis · Görögország  | 56:17,4   | Jevgenyij Dratcev · Oroszország | 56:18,5   |
| 10 km Döntő: július 20., 9:00 | Spyros Gianniotis · Görögország | 1:54:24,7 | Thomas Lurz · Németország        | 1:54:27,2 | Szergej Bolsakov · Oroszország  | 1:54:31,8 |
| 25 km Döntő: július 23., 8:00 | Petar Sztojcsev · Bulgária      | 5:10:39,8 | Vlagyimir Djatcsin · Oroszország | 5:11:15,6 | Gercsák Csaba · Magyarország    | 5:11:18,1 |

#### Női
| Versenyszám                   | Arany                                | Arany     | Ezüst                          | Ezüst     | Bronz                                    | Bronz     |
| ----------------------------- | ------------------------------------ | --------- | ------------------------------ | --------- | ---------------------------------------- | --------- |
| 5 km Döntő: július 22., 8:00  | Swann Oberson · Svájc                | 1:00:39,7 | Aurelie Muller · Franciaország | 1:00:40,1 | Ashley Grace Twichell · Egyesült Államok | 1:00:40,2 |
| 10 km Döntő: július 19., 9:00 | Keri-Anne Payne · Egyesült Királyság | 2:01:58,1 | Martina Grimaldi · Olaszország | 2:01:59,9 | Marianna Lymperta · Görögország          | 2:02:01,8 |
| 25 km Döntő: július 23., 8:15 | Ana Marcela Cunha · Brazília         | 5:29:22,9 | Angela Maurer · Németország    | 5:29:25,0 | Alice Franco · Olaszország               | 5:29:30,8 |

#### Csapat
| Versenyszám                          | Arany                                                                 | Arany   | Ezüst                                                   | Ezüst   | Bronz                                                       | Bronz   |
| ------------------------------------ | --------------------------------------------------------------------- | ------- | ------------------------------------------------------- | ------- | ----------------------------------------------------------- | ------- |
| Csapat, 5 km Döntő: július 21., 9:00 | Egyesült Államok · Andrew Gemmell · Sean Ryan · Ashley Grace Twichell | 57:00,6 | Ausztrália · Melissa Gorman · Rhys Mainstone · Ky Hurst | 57:01,8 | Németország · Jan Wolfgarten · Thomas Lurz · Isabelle Härle | 57:44,2 |

### Vízilabda
| Versenyszám                    | Arany       | Ezüst   | Bronz        |
| ------------------------------ | ----------- | ------- | ------------ |
| Férfi Döntő: július 30., 21:00 | Olaszország | Szerbia | Horvátország |
| Női Döntő: július 29., 21:00   | Görögország | Kína    | Oroszország  |